# Peter Kronheimer
Peter Benedict Kronheimer (* 1963 in London) ist ein britischer Mathematiker, der sich mit Differentialgeometrie und drei- und vierdimensionaler Topologie beschäftigt.

## Biografie
Kronheimer besuchte die City of London School und studierte am Merton College der Universität Oxford, wo er 1984 seinen Bachelorabschluss machte und 1986 bei Michael Atiyah promoviert wurde (ALE Gravitational Instantons). Danach war er am Balliol College in Oxford und zwei Jahre am Institute for Advanced Study, bevor er als Tutor und Fellow ans Merton College in Oxford zurückkehrte. 1995 ging er an die Harvard University, wo er zur Zeit William Caspar Graustein Professor für Mathematik ist.
Kronheimer arbeitete, häufig mit Tomasz Mrowka vom Massachusetts Institute of Technology (MIT), über die Topologie von 4-Mannigfaltigkeiten in Anschluss an die grundlegenden Arbeiten von Simon Donaldson, mit dem Kronheimer auch ein Buch verfasste. Zusammen bewiesen Kronheimer und Mrowka einen Struktursatz für die Donaldson-Invarianten. 1994 bewies er (unter Verwendung der Seiberg-Witten-Theorie) mit Mrowka die Thom-Vermutung, dass algebraische Kurven unter den glatt in die komplexe projektive Ebene eingebetteten zusammenhängenden Kurven mit derselben Homologieklasse dadurch ausgezeichnet sind, das sie minimales Geschlecht haben (das Geschlecht, eine topologische Invariante, ist wiederum bei den algebraischen Kurven durch ihren Grad festgelegt). 2003 bewiesen er und Mrowka die „Property-P-Vermutung“ der Knotentheorie mit Hilfe von verschiedenen Methoden der (Differential)topologie von 3-dimensionalen Mannigfaltigkeiten (Ergebnisse über straffe Blätterungen von David Gabai, Beziehung zu Kontaktstrukturen), einem Satz über symplektische Füllungen von Kontaktmannigfaltigkeiten von Eliashberg, dem Nichtverschwindungssatz von Clifford Taubes für symplektische 4-Mannigfaltigkeiten, Ergebnissen von P. M. N. Feehan und T. G. Leness zur Witten-Vermutung über Donaldson- und Seiberg-Witten-Invarianten, Verklebungssätzen für Donaldsoninvarianten mithilfe von Instanton-Floer-Homologie, sowie dem Satz von Floer über exakte Dreiecke in Instanton-Floer-Homologie. Die Property-P-Vermutung besagt, dass die durch Dehn-Chirurgie (mit Parametern p,q, wobei q ungleich Null ist) längs eines nicht-trivialen Knotens in {\displaystyle S^{3}} erzeugte 3-Mannigfaltigkeit eine nicht triviale Fundamentalgruppe hat.
2011 bewies er mit Mrowka, dass die Khovanov-Homologie triviale Knoten unterscheiden kann (das heißt Unknoten erkennt).
Zu seinen Doktoranden zählen Ian Dowker, Jacob Rasmussen, Ciprian Manolescu.
Er ist verheiratet und hat zwei Söhne.

## Preise und Auszeichnungen
- 1990 – Invited Speaker auf dem Internationalen Mathematikerkongress in Kyōto (Embedded surfaces in 4-manifolds)
- 1991 – Oberwolfach-Preis
- 1993 – Whitehead-Preis
- 1997 – Fellow der Royal Society
- 2007 – Oswald-Veblen-Preis (mit Mrowka)
- 2011 – Joseph L. Doob Prize mit Mrowka (für ihr Buch Monopoles and 3-manifolds)
- 2018 – Plenarsprecher mit Mrowka auf dem ICM in Rio de Janeiro (Knots, three-manifolds and instantons)
- 2023 – Leroy P. Steele Prize for Seminal Contribution to Research (mit Mrowka)[3]

## Schriften
- The construction of ALE spaces as hyper-Kähler quotients. J. Differential Geom. 29 (1989), no. 3, 665–683.
- mit Mrowka: Gauge theory for embedded surfaces. I. Topology 32 (1993), no. 4, 773–826. II. Topology 34 (1995), no. 1, 37–97.
- mit Mrowka: Embedded surfaces and the structure of Donaldson's polynomial invariants. Journal of Differential Geometry, Bd. 41, 1995, 573–734.
- mit Mrowka: The genus of embedded surfaces in the projective plane. Mathematical Research Letters, Bd. 1, 1994, 797–808.
- mit Mrowka: Monopoles and contact structures. Invent. Math. 130 (1997), no. 2, 209–255.
- Minimal genus in S1×M3. Invent. Math. 135 (1999), no. 1, 45–61.
- mit Mrowka: Witten's conjecture and property P. Geometry and Topology, Bd. 8, 2004, 295–310. ArXiv
- mit Mrowka, Ozsváth, Szabó: Monopoles and lens space surgeries. Ann. of Math. (2) 165 (2007), no. 2, 457–546.
- mit Mrowka: Khovanov homology is an unknot-detector. Publ. Math. Inst. Hautes Études Sci. No. 113 (2011), 97–208.
- mit Mrowka: Gauge theory and Rasmussen’s invariant. J. Topol. 6, No. 3, 659–674 (2013).
- mit Mrowka: Tait colorings, and an instanton homology for webs and foams. J. Eur. Math. Soc. (JEMS) 21, No. 1, 55–119 (2019).
- mit Donaldson: The geometry of 4-manifolds, Oxford University Press 1990, 1997
- mit Mrowka: Monopoles and 3-Manifolds, Cambridge University Press 2007